# James Booth (acteur)
Pour les articles homonymes, voir James Booth et Booth.
James Booth est un acteur et scénariste britannique né le 19 décembre 1927 à Croydon (Royaume-Uni), mort le 11 août 2005 à Hadleigh dans l'Essex (Royaume-Uni).

## Filmographie

### comme acteur
- 1956 : The Narrowing Circle : Bit Role
- 1957 : The Girl in the Picture : Office boy
- 1960 : In the Nick : Spider Kelly
- 1960 : Les Seins de glace (The Rough and the Smooth) : Photographer
- 1960 : Les Procès d'Oscar Wilde (The Trials of Oscar Wilde) : Alfred Wood
- 1960 : Jazz Boat : Spider Kelly
- 1961 : In the Doghouse : Bob Skeffington
- 1961 : The Hellions : Jubal Billings
- 1963 : Sparrows Can't Sing : Charlie Gooding
- 1964 : Zoulou (Zulu) : Pte. Henry Hook
- 1964 : French Dressing : Jim
- 1965 : Ninety Degrees in the Shade : Vorell
- 1965 : The Secret of My Success : Arthur Tate
- 1967 : Trois milliards d'un coup (Robbery) : Inspector George Langdon
- 1968 : Un amant dans le grenier (The Bliss of Mrs. Blossom) : Ambrose Tuttle
- 1969 : Fräulein Doktor : Meyer
- 1970 : The Vessel of Wrath (TV) : Ginger Ted
- 1970 : Adam's Woman (en) de Philip Leacock : Dyson
- 1970 : Darker Than Amber : Burk
- 1970 : Macho Callahan : Harry Wheeler
- 1970 : The Man Who Had Power Over Women : Val Pringle
- 1971 : Revenge : Jim Radford
- 1972 : Rentadick : Hamilton
- 1972 : Them (série TV) : Cockney
- 1973 : Penny Gold
- 1973 : That'll Be the Day : M.. MacLaine
- 1974 : Percy's Progress (en) : Jeffcot
- 1975 : Brannigan : Charlie the Handle
- 1976 : I'm Not Feeling Myself Tonight : Nutbrown
- 1977 : Les Naufragés du 747 (Airport '77) : Ralph Crawford
- 1977 : Murder in Peyton Place (TV) : Tommy Crimpton
- 1978 : Wheels (en) (feuilleton TV) : Sir Phillip Sturdevant
- 1978 : Evening in Byzantium (TV) : Jack Conrad
- 1979 : Jennifer: A Woman's Story (TV) : George Black
- 1980 : Cabo Blanco : John Baker
- 1980 : The Jazz Singer de Richard Fleischer : Paul Rossini
- 1981 : La Grande Zorro (Zorro, the Gay Blade) : Velasquez
- 1982 : Hotline (TV) : Charlie Jackson
- 1984 : The Cowboy and the Ballerina (TV) : col. Gori
- 1985 : Prière pour un tueur (Pray for Death) : Limehouse
- 1986 : Bad Guys : Lord Percy
- 1986 : American Warrior 2 : Le Chasseur (Avenging Force) : Adm. Brown
- 1987 : Moon in Scorpio : Dr Torrence
- 1987 : Deep Space : Dr Forsyth
- 1987 : Programmed to Kill : Broxk
- 1989 : Le Cavalier masqué (The Lady and the Highwayman) (TV) : Millionaire
- 1990 : Passez une bonne nuit (TV) : Don Warrenton
- 1990 : American Ninja 4: The Annihilation : Mulgrew
- 1991 : Twin Peaks (TV) : Ernie Nils
- 1992 : Gunsmoke: To the Last Man (TV) : Zack The Preacher
- 1994 : L'Emprise de la peur (Inner Sanctum II) : détective Hooper
- 2001 : The Red Phone: Manhunt (TV) : Russian Minister
- 2001 : Vampire World (The Breed) : Fleming
- 2005 : Secrets de famille (Keeping Mum) : M.. Brown

### comme scénariste
- 1979 : Sunburn, coup de soleil (Sunburn) de Richard C. Sarafian
- 1985 : La Course au bonheur (Stormin' Home) (TV)
- 1985 : Prière pour un tueur (Pray for Death)
- 1986 : American Warrior 2 : Le Chasseur (Avenging Force)
- 1987 : Le Ninja blanc (American Ninja 2: The Confrontation)